# Рибно
Рибно (словен. Ribno) — поселення в общині Блед, Горенський регіон, Словенія. Висота над рівнем моря: 568,5 м.